# Stef Dawson
Stef Dawson (Canberra, 17 december 1983) is een Australisch actrice. Ze vertolkte de rol van Annie Cresta in The Hunger Games: Mockingjay - Part 1 en The Hunger Games: Mockingjay - Part 2. In het tweede deel van de populaire filmreeks, The Hunger Games: Catching Fire had ze al een kleine glimprol.

## Carrière
De acteercarrière van Dawson startte in de film Chocolates als figurant. Een jaar later werd ze gecast voor een rol in Ophelia waar ze het gelijknamige personage Ophelia speelde. Daarnaast kreeg ze nog een rol in The Consulate als Sarah Rael. In datzelfde jaar maakte Dawson haar televisiedebuut in de serie All Saints als het personage Tully McIntyre in de aflevering The Blink of an Eye. Nog geen jaar later was het weer raak, ze mocht voor de tweede keer acteerwerk doen op de televisie. Ditmaal was het in de show Out of Blue als een figurant. Ook had ze een rol in Swift and Shift Couriers als het personage Kylie Brown in de aflevering genaamd The Polar Bear Suit. Na haar grote rollen in verschillende films en series werd ze steeds bekender in de filmwereld vandaar dat in augustus 2013 bekend is geworden dat ze de rol van Annie Cresta in de succesvolle filmreeks The Hunger Games mag vertolken.

## Filmografie
| Jaar | Titel                                 | Rol                        | Opmerkingen |
| ---- | ------------------------------------- | -------------------------- | ----------- |
| 2006 | Chocolates                            | The Girl in The Glass Case |             |
| 2007 | Ophelia                               | Ophelia                    | Hoofdrol    |
| 2007 | The Consulate                         | Sarah Rael                 |             |
| 2009 | The Mad Chase: Aka the Chase          | Fan Dancer                 |             |
| 2009 | The Rose                              | Miss Winthorpe             |             |
| 2011 | Wrath                                 | Leah Thompson              |             |
| 2012 | Sunday Billy Sunday: A Memoir         | Unspecified role           |             |
| 2012 | Foxfur                                | Pearlwing                  |             |
| 2012 | Manhaters!                            | Meghan                     |             |
| 2013 | Shadow of the Monarch                 | Agent Lace                 |             |
| 2013 | The Beginning                         | Sarah                      |             |
| 2013 | 6 Years, 4 Months & 23 Days           | Lucy Cross                 |             |
| 2013 | The Hunger Games: Catching Fire       | Annie Cresta               | Glimprol    |
| 2014 | The Hunger Games: Mockingjay - Part 1 | Annie Cresta               |             |
| 2014 | Rage of Innocence                     | Raven Sutton               |             |
| 2014 | Creedmoria                            | Candy Cahill               |             |
| 2015 | The Hunger Games: Mockingjay - Part 2 | Annie Cresta               |             |

| Jaar | Titel                    | Rol            | Opmerkingen                                 |
| ---- | ------------------------ | -------------- | ------------------------------------------- |
| 2007 | All Saints               | Tully McIntyre | 1 aflevering: "The Blink of an Eye"         |
| 2008 | Out of the Blue          | Verkoopster    | 1 aflevering, Minor Role                    |
| 2008 | Swift and Shift Couriers | Kylie Brown    | 1 aflevering: "The Polar Bear Suit"         |
| 2010 | Keep Creating            | Zichzelf       |                                             |
| 2013 | Crash Dance              | Casey          |                                             |
| 2013 | The PET Squad Files      | Angel Riley    | 1 aflevering: "The Exorcism of Angel Riley" |

- Gemeinsame Normdatei: 1070319414
- Virtual International Authority File: 315583030
- WorldCat: E39PBJfRxJcQCKDThcgCcmmGHC